# العمیه
العمیه (به عربی: العمیة) یک روستا در سوریه است که در ناحیه سعن واقع شده‌است. العمیه ۳۶۶ نفر جمعیت دارد.